# Marie de Gournay
Marie de Gournay (nacida Marie Le Jars) (París, 6 de octubre de 1565-13 de julio de 1645) fue una escritora, filóloga, traductora, poeta y filósofa francesa de los siglos XVI y XVII. Es autora de Igualdad de los hombres y las mujeres, Agravio de damas, Apología de la que escribe y Copia de la vida de la doncella de Gournay, donde analiza la tradición filosófica y el mundo en el que vive, argumentando acerca de las causas de la desigualdad y los mecanismos de desautorización femenina. Por su obra está considerada como una de las precursoras históricas del feminismo. Tras haber compartido ideas y opiniones con Michel de Montaigne, publicó en 1595 la tercera edición de los Ensayos, más todas las correcciones manuscritas del filósofo.
A pesar de las críticas que recibió en vida que la convirtieron tanto a ella como a su obra como polémicas, fue reconocida; y, gracias a ello, entró a formar parte de las compilaciones de loas y vidas de mujeres y hombres ilustres.

## Biografía
Perteneció a la aristocracia de Picardía (Francia), lo que favoreció su ambición intelectual en las artes y letras. Su padre fue Guillaume le Jars, quien procedía de una familia noble de la región de Sancerre; su abuelo materno y su tío paterno fueron escritores reconocidos. Y su madre, Jeanne de Hacqueville, quien apoyó a Gournay en el estudio humanístico. 
Por problemas económicos familiares, tras la muerte de su padre en 1578, Gournay y su familia se trasladaron al principal señorío del núcleo patrimonial de la familia, un castillo en Gournay-sur-Aronde, de donde tomará su apellido.
A pesar de que este señorío perteneciera a su hermano mayor Charles, este los abandonó; y, debido a la muerte de su madre en 1591, fue ella la encargada de gestionar las deudas familiares, provocadas por las guerras religiosas en Francia y los gastos de la formación de su hermano mayor; casar a sus hermanas y administrar la formación militar de sus hermanos. Tras la muerte de su madre, se mudó a París.
Murió el 13 de julio de 1645 a los 79 años sin haberse casado, rompiendo con la tradición; ya que, como bien indica a lo largo de su obra, consideraba el matrimonio un lastre que impediría una vida dedicada al estudio, por lo que se acogió al celibato. A pesar de las burlas que suponía no haberse casado, se autodenominaba demoiselle, en forma de protesta contra el impedimento que concebía el matrimonio.

### Formación
Se convirtió en una estudiante autodidacta, aprendió las lenguas clásicas y se formó en obras de autores clásicos como Plutarco, Séneca y otros autores del estoicismo, estudió Física, Geometría, Literatura Francesa e Historia. Gracias a estos conocimientos, pudo participar en debates intelectuales, políticos, religiosos y culturales del momento. Formó parte de los Salones de la Ilustración permitidos a mujeres, donde entró en contacto con otras eruditas europeas que participaban en la vida política y cultural parisina del momento, las denominadas salonniers.
Utilizó géneros diversos como, por ejemplo, la poesía, la ficción y el ensayo. A  través de ellos expresó ideas y sentimientos polémicos, usando la ironía y el sarcasmo. Esto, junto con algunas relaciones con la Corte que mantuvo por interés, la convertiría en una personalidad conocida.
Tras haber reflexionado sobre los mecanismos que desacreditaban la palabra de las mujeres, denunció públicamente la sumisión de su sexo, desmontó estereotipos misóginos que menospreciaban a la mujer e identificó estos mecanismos que la infravaloraban. La autora utilizó una técnica ingeniosa con el fin de demostrar la valía de sus palabras, a pesar de la connotación de ser mujer en esta época. Esta técnica consistía en que la autora se basaba en textos o escritos de autores masculinos, clásicos o contemporáneos, y a partir de las obras de estos afianzaba sus palabras. Esto podemos verlo en la interpretación que hace de obras como Virtudes de mujeres del autor Plutarco.
Su entrada de forma pública en la vida intelectual de París comenzó con el estrecho vínculo que estableció con Michel Montaigne, al que conoció en 1588. Tras haber leído sus obras mostró un especial interés por conocerlo y dialogar con él. En la primera toma de contacto, Montaigne se impresionó por el hecho de que una mujer mostrara tanto interés en dialogar de temas que él creía que no solían incumbir a las mujeres. Se trasladó con ella a su residencia en Gournay; y, durante meses, llevarán a cabo un intenso intercambio de ideas y opiniones. No solo Montaigne influyó en Gournay; también ella infuyó en la obra y el pensamiento de él como demuestran algunos cambios sustanciales que Montaigne realizáría en su obra. En especial, en asuntos relacionados con la relación entre los sexos, como se demuestra en la obra de los Ensayos, cuya edición fue atribuida a Gournay junto con su biblioteca personal, según el testamento de Montaigne.
Una vez que Montaigne dejó la residencia familiar de Gournay, ella escribió una obra llamada Le promenoir de Monsieur de Montaigne par sa fille d´alliance (1594), una historia ficticia de amor que levanta sospechas sobre la relación que mantuvieron.
Tras haberse inmiscuido más a fondo en un entorno intelectual comenzó una importante producción literaria, liderada por su voz y crítica propias, acerca de la desigualdad basada entre los sexos; lo que provocó la  oposición de los críticos más conservadores. Estos fundamentaron sus ataques en una supuesta modificación de los Ensayos de Montaigne, utilizando como documento comparativo el Ejemplar de Burdeos para demostrar que Gournay había cambiado la obra original de Montaigne para su propio beneficio.
Utilizó un recurso propio de autores y autoras de la época como era destinar sus obras a personajes con autoridad en aquel momento; como es el caso del Tratado de Igualdad de los hombres y las mujeres (1622) que se lo dedicó a la reina Ana de Austria. También escribió para construirse una red de protección ofreciendo su pluma a la reina Margarita de Valois, Enrique IV, Maria de Médici, Luis XIII, la marquesa de Guercheville, los ministros Villeroy y Jeannin, Richelieu… y obtuvo el privilegio de poder editar sus propias obras. Richelieu le ofreció una modesta pensión real.
Llevó a cabo una compilación de sus obras bajo el título Les advis ou les presens de la demoiselle de Gournay, publicado en 1641.

#### Producción literaria
- Editora de los Ensayos de Montaigne, escribe el Prólogo de la obra (1595).
- Le promenoir de Monsieur de Montaigne par sa fille d´alliance (1594).
- La vida de la doncella de Gournay (1616).
- Tratado de Igualdad de los hombres y las mujeres (1622).
- Agravio de damas (1626).
- Apología de la que escribe (1626).
- Peinture de moeurs (1634).
- Copia de La vida de la doncella de Gournay (1641).
- El aconsejable o Los regalos de la señorita de Gournay (1634).
- La sombra de la Virgen de Gournay (1626, 1634 y 1641).
- Adiós al alma del rey de Francia y de Navarra, Enrique el Grande, a la reina, con la defensa de los Padres Jesuítas/ por la señora de G.

## Defensa de la mujer
Un factor imprescindible de su obra  es el hecho de cuestionar un orden establecido que perjudica a la mujer; y reclamar una construcción histórica de la memoria femenina. Fue partidaria de fomentar un espacio de diálogo basado en el respeto y en el rigor intelectual, evitando la agresividad y las ofensas misóginas.
Cuando en 1595 escribió el Prólogo de los Ensayos de Montaigne desde el comienzo, se dirigía de forma decidida a un lector varón y hostil con lo que iba a leer, por lo que era totalmente consciente del rechazo que iba a despertar su figura como mujer y escritora.
En la obra Le promenoir de Monsieur de Montaigne (1594) realizó una importante denuncia al matrimonio, como limitación a la mujer condicionada por la supremacía masculina.
La vida de la doncella de Gournay (1616) se trata de una obra autobiográfica en la que narra su vida y experiencias personales; aunque, debido a la polémica que levantó entre los más conservadores de la época, una vez que fue publicada la modificaron estos opositores a Gournay, dejándola en una posición pública que la ridiculizaba. Como respuesta a este ataque, Gournay publicó una copia de La vida de la doncella de Gournay (1641), con la que intentaba recuperar esa buena imagen pública que tenía hasta antes del incidente.
Tratado de Igualdad de los hombres y las mujeres (1622) es una ardua crítica contra el sistema patriarcal, en este tratado defiende que las mujeres y los hombres solo se diferencian físicamente y que si las mujeres no están capacitadas para abordar cuestiones como la ciencia o la filosofía o la política es simplemente porque se les ha vetado el acceso al conocimiento. Parte del argumento teológico de que la mujer, igual que el varón, ha sido creada a imagen de Dios por lo que la desigualdad es perjudicial para los dos. Recuerda que a la mujer le ha sido reconocida la facultad de administrar el bautismo por lo que es contradictorio privarle de otras responsabilidades.
En 1626 publicó el ensayo Quejas de las mujeres apostando por la igualdad absoluta entre sexos. Defendió el acceso igualitario de las mujeres a la educación y a los puestos públicos y atacó la corrupción de las cortes, el clero y la aristocracia.
En Agravio de damas (1626) criticó la falta de lectura de los hombres de los textos de mujeres, de ahí la ignorancia con la que hablan de ellas y las condenan a la inferioridad intelectual.
Y, finalmente, en Apología de la que escribe (1626) denunció los prejuicios y obstáculos a los que se enfrentaba la mujer desde la experiencia personal: el hecho de ser mujer, situación económica complicada e interés por conocer y ser reconocida.
En definitiva, los factores que según Gournay explican la subordinación de la figura femenina son: la crianza en un ambiente misógino, la educación y el lugar de nacimiento. Por esta razón, defenderá un sistema educativo que incluya a las mujeres en la vida pública; y que, gracias a ello, pueda contar con una independencia económica del varón, pudiéndose permitir dedicarse a proyectos intelectuales, más allá de la tradición impuesta como esposa y madre.
Los movimientos feministas de finales del siglo XX recuperaron su figura y lograron que fuera reconocida no solo como ahijada o fille d'alliance ("hija electiva") de Montaigne, sino por el valor por sí misma como escritora, filóloga, traductora, poeta y filósofa.